# نائومی یاماموتو (بازیکن فوتبال)
نائومی یاماموتو (انگلیسی: Naomi Yamamoto؛ زادهٔ ۳۱ مارس ۱۹۹۱) بازیکن فوتبال اهل ژاپن است.